# Álvaro Enrique Peña
Álvaro Enrique Peña (nacido el 3 de agosto de 1989) es un futbolista uruguayo que se desempeña como centrocampista.
Jugó para clubes como el Nacional, Cerro Largo, Atenas, Puntarenas, Bella Vista, Montedio Yamagata, River Plate, Deportivo Capiatá, Boston River y Rampla Juniors.

## Trayectoria

### Clubes
| Club              | País       | Año       |
| ----------------- | ---------- | --------- |
| Nacional          | Uruguay    | 2009-2011 |
| Cerro Largo       | Uruguay    | 2009-2010 |
| Atenas            | Uruguay    | 2011-2012 |
| Puntarenas        | Costa Rica | 2012      |
| Bella Vista       | Uruguay    | 2013      |
| Montedio Yamagata | Japón      | 2013      |
| River Plate       | Uruguay    | 2014      |
| Deportivo Capiatá | Paraguay   | 2015      |
| Boston River      | Uruguay    | 2015-2016 |
| River Plate       | Uruguay    | 2016      |
| Rampla Juniors    | Uruguay    | 2016      |